# Râul Ciorna, Crimeea
Râul Ciorna (în ucraineană Чорна, transliterat: Ciorna, în rusă Чёрная, transliterat: Ciornaia, în tătară crimeeană Çorğun), în traducere Râul Negru, este un râu mic din Crimeea – Ucraina.
Pe malurile râului s-au dat mai multe bătălii – Bătălia de la Inkerman și Bătălia de pe râul Ciornaia – în timpul Războiului Crimeii.